# آندرا لوپز
آندرا لوپز متولد ۷ دسامبر ۱۹۷۷ (۱۷ آذر ۱۳۵۶) بازیگری با اصلیت کلمبیایی ست که شهرتش بیشتر به خاطر ایفای نقش مقابل شخصیت‌های اصلی سریال‌های روزانه است.

## فیلم‌شناسی
- همسان، سال ۲۰۱۰، در نقش ماریسا
- ویکتوریا، سال ۲۰۰۷ تا ۲۰۰۸، در نقش تاتیانا لوپز

توضیح اینکه آندرا لوپز از سال ۱۹۹۵ تا به حال نقش‌های مختلفی را بازی کرده که برای فارسی زبانان این نقش‌ها بیشتر شناخته شده است.

## زندگی شخصی
در حالی که فقط ۲۱ سال داشته با کارلوس کاسترو ازدواج کرده، ولی این ازدواج در سال ۲۰۰۵ به پایان خود رسید. در همان سال در گیر رابطه‌ای با خوان کارلوس ورگاس که او هم همانند خودش یک بازیگر بود و در تله نوال‌ها بازی می‌کرد، شد؛ ولی این رابطه به جایی نرسید و اینک او یک مجرد است؛ و اینکه در گفتگویی با یکی از مجلات گفته که علاقه‌ای به مادر شدن ندارد و از بچه‌ها خوشش نمی‌آید